# Torneo de Antalya 2019
El Antalya Open 2019 fue un torneo de tenis del ATP Tour 2019. Tuvo lugar en la ciudad de Antalya (Turquía) desde el 23 hasta el 29 de junio de 2019. El torneo fue un evento correspondiente al ATP World Tour 250.

## Distribución de puntos
| Modalidad            | Campeón | Finalista | Semifinales | Cuartos de final | 2ª ronda | 1ª ronda | Clasificados | 2ª ronda de clasificación | 1ª ronda de clasificación |
| Individual masculino | 250     | 165       | 100         | 50               | 25       | 0        | 13           | 7                         | 0                         |
| Dobles masculino     | 250     | 150       | 90          | 45               | 20       | 0        | -            | -                         | -                         |

## Cabezas de serie

### Individual masculino
| Tenista          | Ranking | Preclasificado |
| Benoît Paire     | 28      | 1              |
| Adrian Mannarino | 34      | 2              |
| Jordan Thompson  | 46      | 3              |
| Pablo Carreño    | 58      | 4              |
| Damir Džumhur    | 62      | 5              |
| Ugo Humbert      | 64      | 6              |
| Andreas Seppi    | 68      | 7              |
| João Sousa       | 71      | 8              |

- Ranking del 17 de junio de 2019.[2]

### Dobles masculino
| Tenista                                | Ranking | Preclasificado |
| Kevin Krawietz Andreas Mies            | 43      | 1              |
| Marcelo Demoliner Divij Sharan         | 95      | 2              |
| Santiago González Aisam-ul-Haq Qureshi | 109     | 3              |
| Roman Jebavý Philipp Oswald            | 119     | 4              |

## Campeones

### Individual masculino
Lorenzo Sonego venció a  Miomir Kecmanović por 6-7(5-7), 7-6(7-5), 6-1

### Dobles masculino
Jonathan Erlich /  Artem Sitak vencieron a  Ivan Dodig /  Filip Polášek por 6-3, 6-4